# Johnny Meijer
Johnny Meijer (Amszterdam, 1912. október 1. – Amszterdam, 1992. január 8.) holland harmonikás; klasszikus zenét, folkot és swinget is játszott.

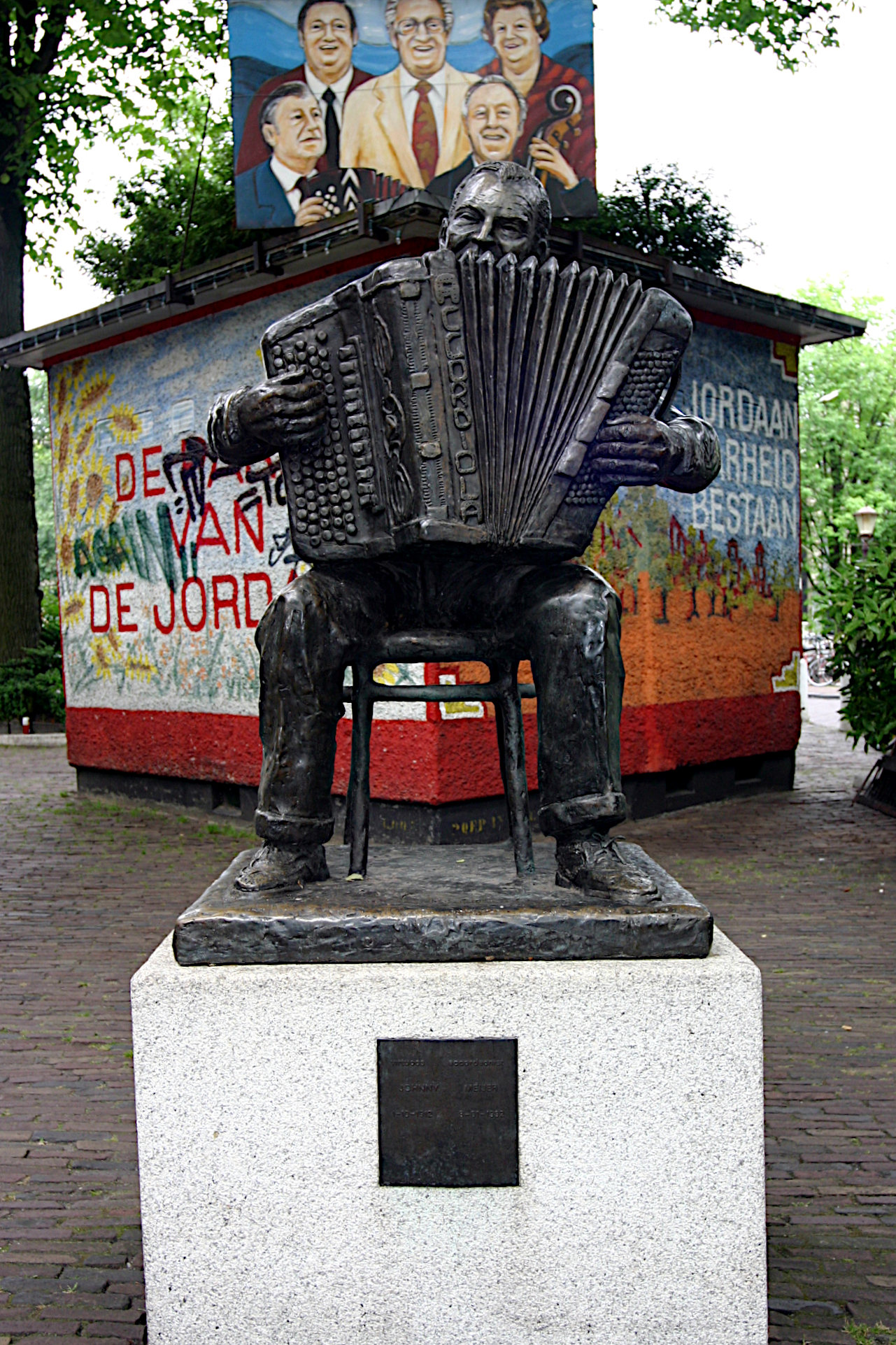

## Pályakép
Leginkább jazzharmonikásként ismerték, 75. születésnapját is North Sea Jazz Festivalon ünnepelték. Egy film is készült erről.
Népszerű dallamok mellett swingel, román zenét és klasszikus darabokat is játszott. Széles körben elismert, virtuóz dzsesszharmonikás volt. Az 1974-ben felvett „Swing College Band Johnny Goes Dixie” LP-je aranylemez lett.
Amszterdam elsősorban a népzene előadójaként kerül szóba. Jellemzően szivarral a szájában látták a koncerjei alatt, harmonikáján emiatt több égésnyom is látható.
Élete utolsó éveiben Johnny Meijert már ritkán hívták meg nagy fellépésekre, főleg a rossz kedélyállapota, valamint italozása miatt, így a „harmonikakirály” többnyire magányosan élte utolsó napjait. A 2015-ös North Sea Jazz Festival idején adott televíziós interjúban Richard Galliano Johnny Meijert nevezte meg, aki munkásságára nagy hatással volt.

## Albumok
- United We Swing: Best of the Jazz at Lincoln Center, km.: Wynton Marsalis
- What Kind of Beans Do You Wish to Purchase?
- Trouble in the Wind
- Party Tyme Karaoke: Adult Contemporary, Vol. 4
- Every Day I'm Something New, km.: Maddy Meyer
- Blue Metal
- Australian Rhythm & Blues